# Triple meurtre d'Åmsele
Le triple meurtre d'Åmsele est un fait divers tragique survenu le 3 juillet 1988 à Åmsele, un petit village du nord de la Suède. Un père et une mère de famille, ainsi que leur fils de 15 ans, sont assassinés froidement par un jeune Finlandais, Juha Valjakkala, surpris en train de voler une bicyclette. Après une vaste chasse à l'homme, Valjakkala est arrêté à Odense au Danemark le 10 juillet. Condamné à la prison à vie, il est libéré en 2008, après avoir passé une vingtaine d'années derrière les barreaux.
Cette affaire criminelle a inspiré un film, Il Capitano de Jan Troell, ainsi que deux livres.

## Les faits
Les faits se déroulent à Åmsele, un petit village de la commune de Vindeln dans le comté de Västerbotten. Juha Valjakkala et sa petite-amie Marita Routalammi, deux jeunes Finlandais d'une vingtaine d'années voyageant à travers la Suède, sont surpris par un homme et son fils alors qu'ils viennent de voler une bicyclette. S'ensuit une poursuite, qui s'achève dans le cimetière du village. Sous la menace d'un fusil de chasse, Valjakkala oblige le père et le fils à s'agenouiller, avant de les abattre d'un coup de fusil en pleine tête.
Ne voyant pas son mari et son fils revenir, la mère de famille part à leur recherche, et tombe sur Valjakkala et Routalammi alors qu'ils s'apprêtent à quitter le lieu du crime à bord d'une voiture volée. La discussion tourne à la dispute, et la mère parvient à s'emparer du fusil, avant d'être désarmée par Valjakkala. Elle tente alors de prendre la fuite, mais Valjakkala la rattrape et la frappe avec le fusil, avant de l'égorger et de la poignarder à deux reprises.
Une vaste chasse à l'homme est déclenchée en Suède, en Finlande et au Danemark. Valjakkala et Routalammi sont finalement interpellés à Odense à bord d'un train dans lequel ils étaient montés à Copenhague. Ils sont extradés et écroués à Umeå en Suède.

## Procès et condamnations
Le procès est le plus médiatisé de l'histoire du tribunal d'Umeå. Valjakkala, qui est défendu par l'avocat Pelle Svensson, est condamné à la prison à vie, une peine qu'il va purger en Finlande. Routalammi, représentée par Gunnar Falk, est quant à elle condamnée à deux ans de prison ferme pour complicité d'assassinat – elle sera libérée après avoir purgé la moitié de sa peine.
Le 3 décembre 2007, la cour d'appel de Helsinki annonce que Valjakkala est gracié : sa perpétuité est convertie en une peine conditionnelle, et la date de sa libération est fixée au 1er juillet 2008. Il est cependant remis en liberté conditionnelle dès le 25 février 2008, mais retourne en prison en avril de la même année pour avoir contrevenu aux termes de sa libération. Lorsqu'il est finalement libéré le 2 février 2009, il a passé en tout une vingtaine d'années derrière les barreaux.

### Documentaire
- (sv) Sara Lundin. P3 dokumentär om Åmselemorden. Sveriges Radio. 26 octobre 2008.